# 創興水上活動中心
創興水上活動中心（英語：Chong Hing Water Sports Centre）是香港一個水上活動中心，位於新界西貢萬宜水庫西壩旁邊，屬於西貢東郊野公園範圍之內，由廖創興集團廖氏昆仲贊助，因以為名，佔地15公頃，初時預料建築費為200萬元，設計者為鄧姓則師（未能找到全名）。中心由康樂及文化事務署管理，除了設有人工湖作水上活動之用外，也設有營舍設施作日營及露營活動之用。另一方面，香港天文公園也是位於創興水上活動中心之內。
據衛星影像，該位置1972年左右填海。1982年2月4日，政務司鍾逸傑、康樂文化署長屈珩、容德根、西貢理民府人員等出席奠基儀式。1983年5月3日，由廖烈文、廖烈科、廖烈武等昆仲陪同港督尤德爵士伉儷主持開幕儀式，近五百人出席。1990年9月初，鄰近創興水上活動中心、關有越南船民的禁閉式萬宜水庫船民中心鐵絲網遭剪開，有5人逃脫，並打劫創興水上活動中心保安員。創興水上活動中心附近曾改為收容香港越南船民的萬宜羈留中心，於1998年關閉。至2002年，羈留中心拆卸後，改建為水上活動中心。

## 可供租用之器材
- 風帆
- 滑浪風帆
- 獨木舟
- 康樂獨木舟
- 彩艇
- 舢舨
- 水上單車

## 設施
- 射箭場
- 籃球場
- 多用途草場
- 排球場
- 營火場
- 燒烤場
- 綜合康樂大堂
- 休憩花園
- 廚房

## 外部連結
- 康樂及文化事務署 - 創興水上活動中心

（页面存档备份，存于）